# Richard D. Herr
Richard Dennis Herr (Seattle, 2 de noviembre de 1941) es un vicealmirante retirado de la Guardia Costera de los Estados Unidos que se desempeñó como vigésimo vicecomandante de 1996 a 1998.

## Trayectoria
Anteriormente fue comandante del Área del Pacífico de la Guardia Costera y de la Zona de Defensa Marítima del Pacífico de los EE. UU., Director de Recursos, Contralor, Oficial Principal de Finanzas de la Guardia Costera, Comandante del Undécimo Distrito de la Guardia Costera, Comandante de la Fuerza de Tarea Conjunta Cinco, Comandante de la Estación Aérea de la Guardia Costera y Comandante del Centro de Capacitación de Aviación de la Guardia Costera. Es alumno de la Academia de la Guardia Costera de Estados Unidos, la Escuela Naval de Posgrado y la Escuela Nacional de Guerra.
Sus premios incluyen la Medalla por Servicio Distinguido, tres Legiones al Mérito, dos Medallas por Servicio Meritorio, dos Medallas de Elogio de la Guardia Costera y la Medalla por Logro de la Guardia Costera. También es miembro de la Academia Estadounidense de las Artes y las Ciencias y de la Sociedad Filosófica Estadounidense.